# Флаг Сьерра-Леоне
Флаг Сьерра-Леоне официально принят 27 апреля 1961 года.
Флаг состоит из трёх горизонтальных равновеликих полос зелёного, белого и синего цветов. Зелёный цвет символизирует сельское хозяйство, горы и природные ресурсы, синий — символ надежды, что наступят мирные времена. Белый цвет олицетворяет единство и законность.

## История

Флаг 1916—1961 годов

Англичане впервые прибыли на эту территорию в 1787 году. Она стала колонией Соединённого Королевства в 1808 году. Как и в других колониях, использовался британский синий флаг с гербом территории.
В 1960 году был одобрен современный флаг и герб для Сьерра-Леоне. Он был впервые поднят в полночь 27 апреля 1961 года, на следующий день Сьерра-Леоне стала независимой страной. Два года спустя правительство приняло закон, защищающий флаг от «оскорбления».
Флаг Сьерра-Леоне используется в качестве удобного флага для иностранных торговых судов.

## Похожие флаги

Галапагос (провинция Эквадора)
Лесото
Башкортостан
Пунтленд
Узбекистан
Парагвай, 1811 г.
Кабардино-Балкария